# Bloodflowers
Bloodflowers är det elfte studioalbumet av det engelska rockbandet The Cure, utgivet den 14 februari 2000 på Fiction Records. Albumet, som producerades av sångaren/gitarristen Robert Smith tillsammans med Paul Corkett, är enligt Smith ett försök att hitta tillbaka till gothic rock-soundet bandet hade under 1980-talet. 

## Låtlista
Alla låtar skrivna av Smith, Gallup, Bamonte, Cooper, O'Donnell
1. "Out of This World" - 6:43
2. "Watching Me Fall" - 11:14
3. "Where the Birds Always Sing" - 5:43
4. "Maybe Someday" - 5:06
5. "Coming Up" - 6:26
6. "The Last Day of Summer" - 5:35
7. "There Is No If..." - 3:42
8. "The Loudest Song" - 5:10
9. "39" - 7:19
10. "Bloodflowers" - 7:28
11. "Spilt Milk" - 4:53 (digital bonuslåt)

## Medverkande
- Robert Smith - sång, gitarr, 6-strängad bas, keyboard
- Perry Bamonte - gitarr, 6-strängad bas
- Jason Cooper - slagverk, trummor
- Simon Gallup - bas
- Roger O'Donnell - keyboard